# Andrés Eloy Blanco (Sucre)
Andrés Eloy Blanco é um município da Venezuela localizado no estado de Sucre.
A capital do estado é a cidade de Casanay.